# Kuźnica (Kośmidry)
Kuźnica – część wsi Kośmidry w woj. śląskim, w pow. lublinieckim, w gminie Pawonków. W latach 1975–1998 miejscowość administracyjnie należała do województwa częstochowskiego.